# Sécurité sociale professionnelle
Cet article traite de sécurité sociale professionnelle, aussi appelée sécurisation des parcours professionnels.
Comment concilier les besoins d'une économie moderne ouverte, qui se traduit pas des besoins d'adaptation à court (adaptation aux fluctuations de la demande) et à moyen terme (adaptation de la spécialisation par secteur d'activité selon les pays), et les besoins de stabilité des salariés, qu'il s'agisse du statut ou du revenu ?
C'est le cœur du débat qui se cache derrière la thématique de la sécurité sociale professionnelle, ou sécurisation des parcours professionnels. La solution est complexe, puisqu'il s'agit davantage d'une remise en cause profonde des politiques économiques et de l'emploi, que d'une boîte à outils.
Le risque étant de fragiliser le système de protection sociale à la Française, nul doute que ce sujet soit observé de près.
Ce sujet a mobilisé de nombreux chercheurs, qu'il s'agisse d'Alain Supiot ou de Jean Boissonnat (rapport du Plan), B Gazier (livre "Tous sublimes") ou, à la CGT, Jean-Christophe Le Duigou. 
Dans la lettre de mission du 11 juillet 2007, adressée à la ministre de l'économie et des finances Christine Lagarde, le président de la République Nicolas Sarkozy a souhaité la mise en place de la Sécurité sociale professionnelle d'ici 2008.